# 永眠
永眠（えいみん）とは、人の死去のこと。本項では特に、キリスト教、ことに正教会における用語・概念について詳述する。
正教会で人の死を指す正式な用語である。プロテスタントでは信者の死を「召天」とも言うが、「永眠」の語も用いられる。これに対し、カトリック教会では「帰天」、聖公会では「逝去」と言う。
永眠した人のことは「永眠者」（えいみんしゃ）と言う。正教会で一般的であるが、プロテスタントにも見られる表現である。

## 正教会

### 祈祷文における「眠る」の用例
聖金口イオアン聖体礼儀、その重連祷より
輔祭　又常に記憶せらるる，福たる至聖なる正教の総主教，此の聖堂の建立者，及び既に眠りし悉くの父祖兄弟，此の処と諸方とに葬られたる正教の者の為に祈る。
詠隊　主憐めよ，主憐めよ，主憐めよ 。
パニヒダ（永眠者の為の祈り）より
司祭　蓋しハリストス我らの神よ，なんじは眠りし爾の僕（婢）（某）の復活と生命と安息なり。我ら光栄をなんじとなんじの無原の父と至聖至善にして生命を施すなんじの神゜とに献ず，今もいつも世々に。
詠隊　アミン。
パニヒダ（永眠者の為の祈り）より(2)
詠隊　主や眠りしなんじの僕（婢）の霊を安んぜしめたまえ（二度）。
パニヒダ（永眠者の為の祈り）より(3)
輔祭　主よ，なんじの眠りし僕（婢）（某）の幸いなる眠りに永遠の安息を与え，彼（ら）に永遠の記憶をなしたまえ。
詠隊　永遠の記憶（三度）。

### 日本正教会訳聖書における「眠る」の用例
- 兄弟よ、寝りし（ねむりし）者に至りては、我爾等が知らざるを欲せず、爾等が望無き他の者の如く哀しまざらん為なり。蓋若し我等ハリストスの死して復活せしことを信ぜば、即ち神はイイススに在りて寝りし（ねむりし）者をも彼とともに携へん。蓋し我等主の言（ことば）を以て爾等に語ぐ（つぐ）、我等生きて主の来る迄存する者は、寝りし（ねむりし）者に先だたざらん。蓋し主親から（みずから）号令と、天使首の声と、神のらっぱに伴われて、天より降らん。而してハリストスに在りて死せし者は先ず復活せん。其の後我等生きて存する者は、彼等とともに雲に挙げられて、主を空中に迎へん、是くの如くして常に主とともに居らん。

（以上、日本正教会訳聖書のフェサロニカ前書（テサロニケの信徒への手紙一）：4章13節から17節までを、一部の難字・表記等を別のもので代えた上で引用。埋葬式の際に朗誦される箇所）